# Peter Murphy (Musiker)

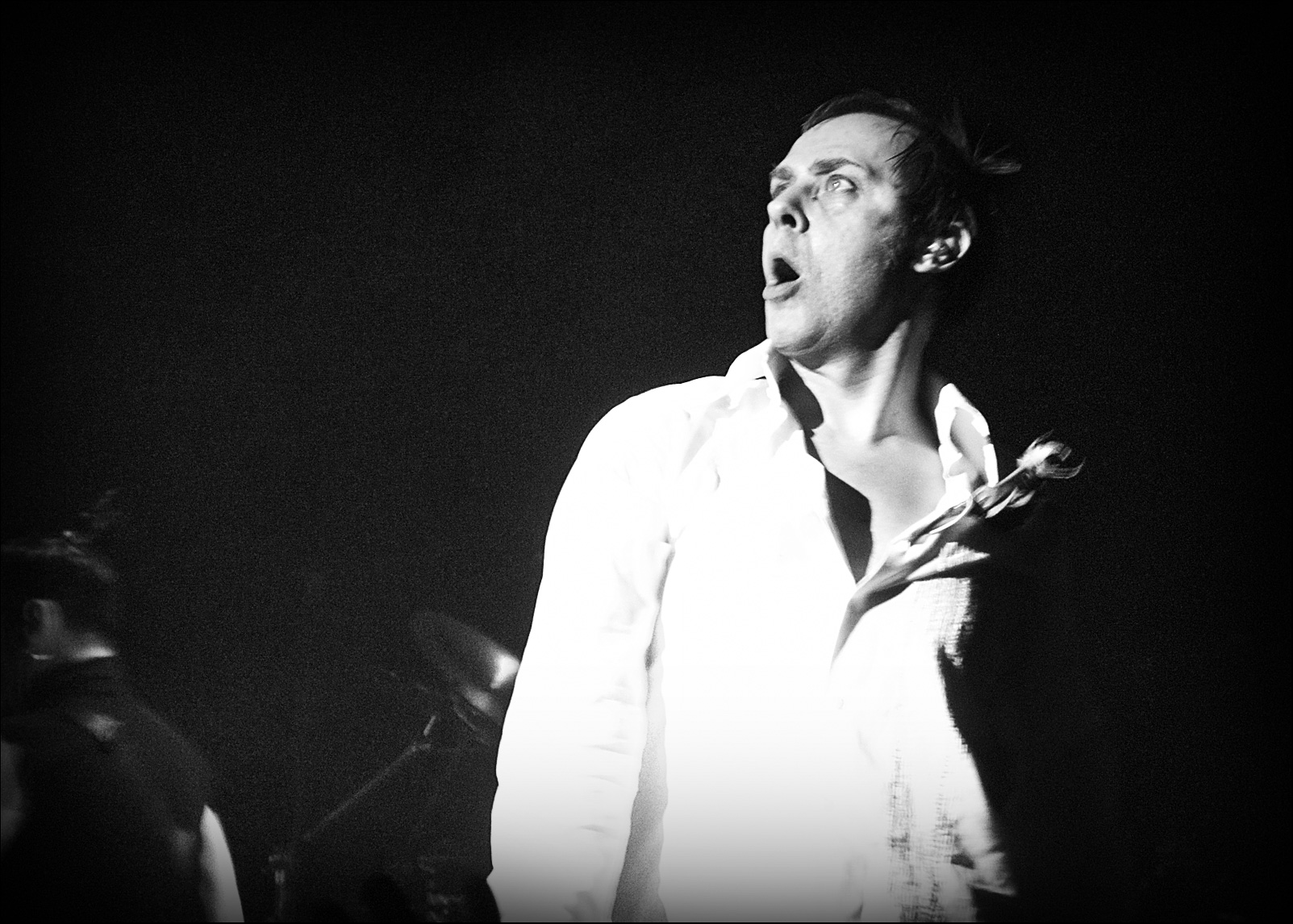
Peter Murphy (2006)

Peter John Joseph Murphy (* 11. Juli 1957 bei Northampton, England) ist ein britischer Musiker, der vor allem als Frontmann der Band Bauhaus internationale Bekanntheit erlangte. Aufgrund seines frühen Mitwirkens im Musikgenre Gothic Rock trägt er den Beinamen „Godfather of Goth“.

## Biografie
Peter Murphy wurde als jüngstes von neun Kindern geboren. Seine Eltern entstammten der Arbeiterklasse und erzogen ihre Kinder streng katholisch. 
Von 1978 bis 1983 war Peter Murphy Sänger der Gruppe Bauhaus. Nachdem sich die Band 1983 aufgelöst hatte, gründete er gemeinsam mit Mick Karn die Gruppe Dalis Car, welche jedoch nur ein Album namens The Waking Hour herausbrachten.
1984 trennte sich Dalis Car, worauf Peter Murphy eine Solokarriere begann. Zwei Jahre darauf erschien sein erstes Album (Should the World Fail to Fall Apart), bei dem auch das frühere Bauhaus-Mitglied Daniel Ash mitwirkte.
Erst im Jahr 1990 gelang ihm ein Hit mit dem Song Cuts You Up, das auf dem Album Deep eingespielt war. Dieses Lied wurde zum „American Modern Rock Hit of the Year“ und konnte sich sieben Wochen lang an der Spitze der US-Charts halten. Die LP selbst erreichte Platz 44 in den Albumcharts. Diesen Erfolg konnte Peter Murphy jedoch nicht sofort wiederholen, das Nachfolgealbum Holy Smoke schaffte es lediglich auf Platz 108.
In den 1980er Jahren konvertierte Murphy zum Islam, wobei er sehr stark vom Sufismus (islamische Mystik) beeinflusst wurde. Seit 1992 lebt er mit seiner Frau Beyhan (geb. Faulkes, Gründerin und Leiterin des „Modern Dance Turkey“) und seinen Kindern Hurihan (* 1988) und Adem (* 1991) in Ankara (Türkei). Unter anderem arbeitete er dort mit dem Musiker Mercan Dede zusammen, der eine Art moderne Sufimusik macht.
Peter Murphys markante Gesichtszüge – vornehmlich die hohen Wangenknochen – und seine exaltierte Mimik und Gestik während früher Bauhaus-Konzerte dienten James O’Barr als Vorlage für seine Comicfigur Eric Draven (The Crow).
2011 erschien dann das Solo- und Bauhausfans versöhnende Comeback Ninth. Die Kritik feierte das Album einhellig. So klassifizierte Ulf Kubanke von Laut.de die CD als „ein echtes Brückenalbum; Gothic Rock als kongenialer Partner einer menschenfreundlichen Weltsicht im Dienste der Liebe, geprägt vom muslimischen Sufismus.“
Im Jahr 2013 wurde Murphy in Los Angeles verhaftet und zu einer dreijährigen Bewährungsstrafe verurteilt. Dies entschied ein Gericht am 14. Oktober 2013 in Los Angeles, nachdem der Bauhaus-Frontmann im Frühjahr wegen Fahrerflucht, Drogeneinfluss am Steuer und Methamphetamin-Besitz verhaftet worden war. Außerdem musste er an einem 45-tägigen Treffen anonymer Betäubungsmittelabhängiger teilnehmen und zehn Tage gemeinnützige Arbeit verrichten. Über seinen Anwalt Robert Wilson ließ Murphy verkünden, dass er mit dem Schuldspruch „sehr zufrieden“ sei. 2019 erlitt Peter Murphy einen schweren Herzanfall. Nach zwei Bypass-Operationen meldete er sich im August wieder zurück.
Im November 2024 veröffentlichte Peter Murphy ein Duett mit Boy George namens „Let The Flowers Grow“. Im Februar 2025 folgte als nächste Single Swoon. Am 9. Mai 2025 erscheint das neue Album Silver Shade, das wie bereits der Vorgänger Lion von Youth produziert wurde.

## Diskografie

### Alben
- 1986 Should the World Fail to Fall Apart
- 1987 Love Hysteria
- 1989 Deep
- 1992 Holy Smoke
- 1995 Cascade
- 2001 A Live Just for Love
- 2002 Dust
- 2004 Unshattered
- 2011 Ninth
- 2014 Lion
- 2025 Silver Shade

### Kompilationen
- 1989 Composition (CD + VHS Boxset, enthält ebenfalls eine Umfangreiche Biografie)
- 1995 A Retrospective
- 2000 Wild Birds 1985–1995: The Best of the Beggars Banquet Years

### Singles
- 1985 Final Solution
- 1986 Blue Heart
- 1986 Tale of Tongue
- 1987 Should the World Fail to Fall Apart
- 1988 Blind Sublime
- 1988 All Night Long
- 1988 Indigo Eyes
- 1989 The Line Between the Devils Teeth
- 1990 Cuts You Up
- 1990 A Strange Kind of Love
- 1992 Hit Song
- 1992 The Sweetest Drop
- 1992 Youre So Close
- 1995 The Scarlet Thing in You
- 1998 Recall
- 2011 The Secret Bees of Ninth
- 2011 I Spit Roses
- 2014 Hang Up
- 2025 Swoon

### Videoalben
- 2000 The Videos